# 赖军
赖军（1968年1月—），重庆云阳人。1990年8月参加工作，1989年1月加入中国共产党。厦门大学中文系汉语言文学专业毕业，清华大学公共管理硕士学位。中华人民共和国政治人物。

## 生平
1996年3月，任共青团福建省委学校部副部长。1997年2月，任共青团福建省委学校部部长。1997年3月，任共青团福建省委常委、学校部部长。1999年9月，任共青团福建省委常委、办公室主任。2003年1月，任共青团福建省委常委、宣传部部长。2005年6月，任共青团福建省委副书记。2008年4月，任共青团福建省委副书记、省青联主席。2009年7月，任共青团福建省委书记、省青联主席。
2011年8月，任中共莆田市委专职副书记（正厅级）。2015年2月，任福建省民政厅党组书记，3月任厅长。2016年7月，任福建省水利厅党组书记，9月任厅长。2021年8月，任中共福建省委平潭综合实验区党工委书记。